# Kostel svatého Dionýsia (Chomutice)
Kostel svatého Dionýsa (též kostel svatého Diviše) v obci Chomutice byl postaven 1782 za vlády císaře Josefa II. Jedná se o pozdně barokní farní kostel s klasicistním průčelím, který je zasvěcený svatému Divišovi. Kostel se nachází na návsi v Chomuticích. Jde o jediný kostel v České republice zasvěcený svatému Divišovi.

## Historie
V Radči (nyní Obora) žil v polovině 14. století Přibyslav z Radče, který v Chomuticích založil dřevěný kostel, který stával na místě za nynější farou a byl obklopen hřbitovem. Tento hřbitov byl využíván až do roku 1900, kdy byl založen hřbitov nový, který se využívá do dnešní doby. Traduje se, že zakladatel tohoto kostela byl pochován v tomto kostele pod mramorovou deskou. Roku 1393 zde byl farářem Přech z Radče, který zemřel roku 1401. Spolu se svým bratrem Václavem z Radče a Albrechtem, držitelem panství Radče, daroval kostelu chomutickému pole i dvořiště v Chomutičkách a úrok ve vsi Třtěnice. Připomíná se také, že kostelu daroval zvony a kamennou křtitelnici, kteréžto památky jsou dosud v nynějším chomutickém kostele (zvon se zachoval pouze jeden). Albrecht z Radče měl pět synů, jeho syn Václav se stal roku 1418 farářem právě v Chomuticích.
Kostel v Chomuticích byl postaven roku 1782 za císaře Josefa II. nákladem komorních (císařských) statků pardubického panství a správou ve Smrkovicích. Patronátní právo pak přecházelo na držitele panství oborského. Nově vystavěný kostel byl obdarován vzácným oltářem sv. Jana ze zrušeného kláštera v Kortouzích. Vnitřek kostela je krásně malován, zvláště strop, kde je znázorněno České nebe. Malby jsou  vysoké umělecké hodnoty pod dohledem státního památkového úřadu a podle úsudků odborníků pocházejí od známého malíře Kramolína. Pozdně barokní kostel je jednolodní centrální stavba se čtvercovou lodí s oblými rohy a obdélným presbytářem. V západním průčelí se nachází hranolová věž a za presbytářem v ose kostela čtvercová sakristie. Průčelí je upraveno podle klasicistní architektury s trojúhelníkovitým štítem. Kostelní loď je sklenuta plochou dřevěnou kopulí a presbytář valenou klenbou. Na klenbě se nachází fresky všech svatých a také freska ukřižování Ježíše Krista na hoře Olivetské.

## Rekonstrukce v kostele
Malby od malíře Kramolína byly opravovány již roku 1864 akademickým malířem Klemensem a v roce 1937 akademickým malířem R. Adámkem nákladem 18 000 Kčs, tyto náklady byly pořízeny z dobročinných sbírek peněžních a naturálií (vajec bylo spotřebováno 1274 kusů a mléka 78 l). Současně byly provedeny některé další vnitřní opravy. Velkým mecenášem tohoto byl univerzitní profesor Jan Levit, chirurg v Nemocnici Na Bulovce, rodák z Hořic (za války v koncentračním táboře v Terezíně).

## Zařízení
V kostele svatého Dionýsia jsou umístěny zvony a pískovcová křtitelnice. Na obrubě je desetihranná, bez nápisu, ale se dvěma štíty. Pochází ze 14. století a zřídili ji Václav a Albrecht z Radče. Dále se zde nachází starý tesaný kámen s nápisem: „Toto dílo dal dělati pan Václav z Radče, kanovník Pražský.“ Před rokem 1989 byla dokončena oprava vnějšího pláště kostela. Na počátku 20. století byla okolo kostela vysazena alej z lip a jírovců.
Výzdoba kostela pochází z  konce 18. a první poloviny 19. století Obraz na hlavním oltáři je z roku 1831 a jeho autorem je Jan Sucharda ml. Na bočních oltářích jsou obrazy Nanebevzetí Panny Marie, které jsou z roku 1840 od Antona Seiferta z Vrchlabí a sv. Františka Xaverského z roku 1841 od Jana Suchardy ml. Boční oltář sv. Jana Nepomuckého pochází z kláštera kartuziánů z Valdic. Hlavní dominantou jsou varhany, které pocházejí z roku 1811 jsou dílem pražského varhanáře Josefa Hubičky.